# Евроинтер лига
Евроинтер лига била је регионална лига у ватерполу, која је окупљала најбоље клубове из Мађарске, Србије, Румуније и Словачке.

## Историја
Идеја о оснивању регионалне лиге у ватерполу настала је ради популаризације ватерпола и побољшања квалитета клубова. Пројекат је у почетку укључивао клубове из Мађарске, Србије, Хрватске, Црне Горе и Грчке. Ипак ватерполо савези Хрватске, Црне Горе и Словеније основали су 2008. године Јадранску ватерполо лигу.
Ватерполо савези Мађарске и Србије договорили су се почетком 2009. о оснивању Евроинтер лиге. Овом пројекту у првој сезони 2009/10. приступили су првак Румуније и првак Словачке.
Евро-Интер лига нажалост није заживела, одигране су само две сезоне и престала је да постоји већ 2011. године.

### Победници
| Сезона   | Првак       | Други     | Трећи             |
| -------- | ----------- | --------- | ----------------- |
| 2009/10. | ВК Партизан | ВК Вашаш  | ВК Егер           |
| 2010/11. | ВК Партизан | ВК Солнок | ВК Хорнетс Кошице |

### Успешност клубова
| Клуб              | Првак | Други | Трећи | Година (првак)   | Година (други) | Година (трећи) |
| ----------------- | ----- | ----- | ----- | ---------------- | -------------- | -------------- |
| ВК Партизан       | 2     | -     | -     | 2009/10, 2010/11 |                |                |
| ВК Вашаш          | -     | 1     | -     |                  | 2009/10        |                |
| ВК Солнок         | -     | 1     | -     |                  | 2010/11        |                |
| ВК Егер           | -     | -     | 1     |                  |                | 2009/10        |
| ВК Хорнетс Кошице | -     | -     | 1     |                  |                | 2010/11        |